# Nipoã
Nipoã is een gemeente in de Braziliaanse deelstaat São Paulo. De gemeente telt 4.103 inwoners (schatting 2009).